# Jan Kapela (polityk)
Jan Kapela (ur. 25 kwietnia 1931 w Bogumiłowicach, zm. 3 maja 1987) – polski działacz partyjny i państwowy, były I sekretarz Komitetu Powiatowego PZPR w Płońsku, w latach 1975–1978 wiceprezydent Warszawy i z urzędu wicewojewoda warszawski.

## Życiorys
Syn Bolesława i Marii. W 1948 wstąpił do Polskiej Partii Robotniczej, potem przeszedł do Polskiej Zjednoczonej Partii Robotniczej. W 1951 ukończył kurs dla I sekretarzy przy Komitecie Powiatowym PZPR w Pułtusku. W 1973–1975 był I sekretarzem Komitetu Powiatowego PZPR w Płońsku, a następnie od 1975 do 1978 pozostawał członkiem egzekutywy Komitetu Warszawskiego PZPR. Od 1975 do 1978 zajmował stanowisko wiceprezydenta Warszawy i z urzędu wicewojewody warszawskiego. Następnie od 1978 do 1979 był członkiem Komitetu Warszawskiego PZPR.
W 1955 otrzymał Srebrny Krzyż Zasługi.
Pochowany na cmentarzu wojskowym na Powązkach (B15/4/3).